# Discografia di Dawn Richard
Questa è la discografia di Dawn Richard, una cantautrice statunitense, di genere pop e R&B. Ha all'attivo due album con il gruppo femminile statunitense delle Danity Kane: Danity Kane e Welcome to the Dollhouse vendendo oltre 4.500.000 di copie. Nel 2011, ha firmato un contratto discografico con la Bad Boy Records. Nel 2011 a causa di un litigio con Sean Combs, lasciò la casa discografia e lanciò la sua carriera da solista, attraverso la Our Dawn Entertainment.

## Album

### Album di inediti
| Anno | Album                                                                                                   | Posizioni massime | Posizioni massime | Posizioni massime | Posizioni massime | Vendite                  | Certificazioni |
| Anno | Album                                                                                                   | USA               | US R&B            | US Heat           | US Independent    | Vendite                  | Certificazioni |
| ---- | --- | ----------------- | ----------------- | ----------------- | ----------------- | ------------------------ | -------------- |
| 2005 | Been a While - Pubblicato: 30 settembre 2005 - Etichetta: Yeah!Brother - Formato: CD, download digitale | -                 | -                 | -                 | -                 | -                        | -              |
| 2013 | Goldenheart - Pubblicato: 15 gennaio 2013 - Etichetta: Our Dawn - Formato: CD, download digitale        | 137               | 22                | 2                 | 21                | US: 3,000 (1ª settimana) | -              |

### EP
| Anno | Album                                                                                      | Posizioni massime | Posizioni massime | Posizioni massime | Posizioni massime | Vendite     | Certificazioni |
| Anno | Album                                                                                      | USA               | US R&B            | US Heat           | US Independent    | Vendite     | Certificazioni |
| ---- | ------------------------------------------------------------------------------------------ | ----------------- | ----------------- | ----------------- | ----------------- | ----------- | -------------- |
| 2012 | Armor On - Pubblicato: 25 marzo 2012 - Etichetta: Our Dawn - Formato: download digitale    | 145               | 28                | 4                 | 25                | US: 30,000+ | -              |
| 2012 | Whiteout - Pubblicato: 1º dicembre 2012 - Etichetta: Our Dawn - Formato: download digitale | -                 | -                 | -                 | -                 | -           | -              |

### Mixtape
| Anno | Album | Posizioni massime | Posizioni massime | Posizioni massime | Posizioni massime | Vendite   | Certificazioni |
| Anno | Album | USA               | US R&B            | US Heat           | US Independent    | Vendite   | Certificazioni |
| ---- | --- | ----------------- | ----------------- | ----------------- | ----------------- | --------- | -------------- |
| 2011 | The Prelude to A Tell Tale Heart - Pubblicato: 21 aprile 2011 - Etichetta: Our Dawn - Formato: download digitale | -                 | -                 | -                 | -                 | 1,000,000 | -              |

## Singoli
| Anno | Titolo                  | Posizione massima | Posizione massima | Posizione massima | Posizione massima | Album       | Certificazioni |
| Anno | Titolo                  | USA               | US R&B            | US Heat           | UK                | Album       | Certificazioni |
| ---- | ----------------------- | ----------------- | ----------------- | ----------------- | ----------------- | ----------- | -------------- |
| 2010 | Bottles (feat. Trina)   | -                 | -                 | -                 | -                 | -           | -              |
| 2011 | December Sky            | -                 | -                 | -                 | -                 | Whiteout    | -              |
| 2012 | SMFU (Save Me From You) | -                 | -                 | -                 | -                 | Armor On    | -              |
| 2012 | Pretty Wicked Things    | -                 | -                 | -                 | -                 | Goldenheart | -              |
| 2012 | 86                      | -                 | -                 | -                 | -                 | Goldenheart | -              |
| 2013 | Riot (DJ Tomekk Remix)  | -                 | -                 | -                 | -                 | Goldenheart | -              |

## Collaborazioni
- Rotimi featuring Dawn Richard - Already Know - 2010
- Guy Gerber featuring Dawn Richard - Hate/Love - 2010
- Qwanell Mosley featuring Dawn Richard - Free Fallin - 2010
- T-Pain featuring Dawn Richard - Fantasy - 2011
- Guy Gerber featuring Dawn Richard - Hate Love (Kate Simko's Liquid Disco Remix) - 2011
- Chris Brown, J. Valentine, Sevyn Streeter, Kevin McCall featuring Dawn Richard - Marvin's Room (Remix) - 2011
- Lil' Mo featuring Dawn Richard - TMS - 2011
- Drake featuring Dawn Richard - Where Were You - 2012
- Eve featuring Dawn Richard - Keep Me From You[3] - 2013